# Giovanni Balella
Giovanni Balella (Ravenna, 12 luglio 1893 – Ravenna, 20 gennaio 1988) è stato un imprenditore italiano, la cui carriera si svolse all'interno della Confindustria.

## Biografia
Partecipò alla Prima guerra mondiale e, al termine del conflitto, si laureò in Scienze economiche e commerciali. Poi acquisì la libera docenza in diritto del lavoro all'Università di Roma – La Sapienza e diresse la Scuola di perfezionamento degli studi corporativi presso l'Università di Firenze. Nel 1926 si iscrisse al Partito Nazionale Fascista.
La carriera di Giovanni Balella iniziò nel 1919 e si svolse principalmente in Confindustria, sia durante il Ventennio fascista che nel Dopoguerra. 
All'interno della Confederazione fu direttore della politica sindacale e del lavoro, e tenacissimo difensore della invulnerabilità del principio della libertà e della responsabilità del capo dell’azienda».
Dal 1921 fino alla metà degli anni 1930 Balella collaborò con l'economista Gino Olivetti, fondatore e primo segretario della Confindustria, occupandosi di diritto del lavoro. In questo periodo pubblicò otto monografie e fu direttore di importanti riviste economiche e giuridiche, come la «Rivista di politica economica» (dal 1937 al 1940), il «Massimario di giurisprudenza del lavoro» e «L'organizzazione industriale». Balella inoltre partecipò, assieme agli altri dirigenti confindustriali come Felice Guarneri, Antonio Stefano Benni, Olivetti e Giovanni Battista Pirelli, ai lavori di organi corporativi di vertice, in primo luogo il Consiglio nazionale delle corporazioni. Forte della propria competenza, difese le ragioni degli industriali contro la visione del regime fascista tendente ad inglobare negli organi dello stato tutte le organizzazioni di categoria.
Dal 1936 al 1943 Balella ricoprì l'incarico di Segretario generale (= direttore generale) di Confindustria, durante la presidenza di Giuseppe Volpi. Il 30 aprile 1943 fu eletto Presidente della Confindustria e pertanto come tale chiamato a sostituire il conte Volpi nel Gran Consiglio del Fascismo. Nella notte del 25 luglio votò l'ordine del giorno Grandi, contribuendo a determinare la caduta di Benito Mussolini. Fu condannato a morte nel processo di Verona, ma in contumacia, poiché era riuscito a riparare in Svizzera grazie a un passaporto falsificato fornitogli dal ministro dell'Interno Guido Buffarini Guidi.
Contribuì poi alla ricostituzione della Confederazione degli industriali, per la quale ricoprì il ruolo di responsabile dei rapporti esterni, occupandosi anche del rilancio del quotidiano romano «Il Giornale d'Italia». Balella infatti creò la STEC (Società tipografico-editoriale capitolina) e diede il via alla costruzione della nuova sede del giornale, acquistando un'area edificabile a piazza Indipendenza, in zona Castro Pretorio.
Successivamente prese il posto di Furio Cicogna al Consiglio Nazionale dell'Economia e del Lavoro (CNEL), in rappresentanza della Confindustria, e continuò ad occuparsi del settore delle Fibre chimiche, ricoprendo sia ruoli nell'associazione industriale del settore sia nelle società operative, in particolare nella Italviscosa e nella Chatillon. Ricoprì ruoli dirigenziali anche presso la società Sviluppo, una delle principali della Borsa di Milano, e l'Ente finanziario interbancario (Efibanca). Oltre a partecipare alla gestione di numerose società industriali ed assicurative, fu consigliere di amministrazione della sezione credito industriale dell'IRI. Ebbe inoltre un ruolo attivo nelle operazioni di fusione Montecatini-Edison che portarono alla nascita della Montedison.

### Cronologia incarichi
Confindustria
- 1934-1935: Direttore dei servizi del lavoro;
- dal 15 febbraio 1936 al 30 aprile 1943: Segretario generale;
- dal 30 aprile al 25 luglio del 1943: Presidente.
- Dopoguerra: 
  - responsabile delle relazioni esterne;
  - membro del Comitato di presidenza.

## Opere
- Il controllo delle industrie. Cenni critici sul movimento per il controllo in Italia e sull'evoluzione del pensiero della Confederazione del lavoro (1921)
- Gli organi di conciliazione e giurisdizione nelle vertenze collettive tra capitale e lavoro (1923)
- Cenni sulla natura giuridica del contratto di impiego privato (1925)
- Lezioni di legislazione del lavoro (1927)
- Il lavoro a cottimo e la Carta del Lavoro (1928)
- La nozione di controversia collettiva nella legge sindacale (1928)
- Lezioni di legislazione sugli infortuni del lavoro (1932)
- Lezioni di diritto comparativo (1932)
- Le statistiche del fabbisogno per l'autarchia (1938)